# Duży Mergiel
Duży Mergiel (Margiel Duży, Mergiel Duży) – jezioro przepływowe w Polsce, położone w miejscowości Obozin, w województwie pomorskim, w powiecie starogardzkim, w gminie Skarszewy, na obszarze Pojezierza Kaszubskiego.
Ogólna powierzchnia: 35,4 ha